# Conclaaf van 1294
Het conclaaf van 1294 vond plaats in december en volgde op het vrijwillig aftreden van paus Celestinus V, die eerder dat jaar (5 juli 1294) gekozen was tot paus na een verkiezingsperiode van 821 dagen.

## Voorgeschiedenis
Celestinus V was een stichter van de orde van Celestijnen en bij zijn verkiezing geen kardinaal. Hij was een compromiskandidaat om zo een einde te maken aan de sedisvacatie van 877 dagen, de op een na langste sinds 1061 (de verkiezing waarbij uiteindelijk Gregorius X werd gekozen had geleid tot een sedisvacatie van 1214 dagen). Bijna twee maanden na zijn verkiezing, op 28 september 1294, besloot Celestinus V de apostolische constitutie Ubi periculum te herintroduceren via de bul Quia in futurum. Dit stuitte op veel weerstand bij de kardinalen.
Al snel na zijn aantreden bleek dat Celestinus V niet de geschikte persoon was voor het pausambt. Onder druk van koning Karel II van Napels was hij gedwongen samen met de Romeinse Curie in Napels te resideren. De omgang met de wereldlijke macht alsmede het leiding geven aan de curie waren voor de heremiet een zware belasting. Aan het einde van 1294 gaf hij aan kardinaal Benedetto Caetani de opdracht de mogelijkheden te onderzoeken van een eventueel aftreden.
Uiteindelijk maakte Celestinus op 13 december 1294 tijdens een geheim consistorie zijn aftreden bekend, waarbij hij zich onder meer beriep op zijn lichamelijke zwaktes en zijn gebrek aan kennis. Hoewel hij vanaf dat moment vrij was om te gaan, besloot zijn latere opvolger Celestinus tot aan zijn dood op 19 mei 1296 op te sluiten in het Castello di Fumone in Ferentino uit angst voor een eventueel schisma.

## Conclaaf
Voor het conclaaf, dat gehouden werd in het Castel Nuovo in Napels en begon op 23 december 1294, bestond het kiescollege uit 23 kardinalen, waarvan er 22 deelnamen.
Al na de eerste stemronde werd kardinaal Matteo Rosso Orsini gekozen. Vanaf zijn aantreden als kardinaal in 1262 was dit voor Matteo zijn 11e pausverkiezing waaraan hij deelnam. Matteo weigerde echter het pausambt te aanvaarden, waarna het conclaaf werd voortgezet.
Tijdens de derde stemmingsronde op 24 december 1294 werd Benedetto Caetani gekozen, die de naam Bonifatius VIII aannam. Zijn kroning vond plaats in de Sint-Jan van Lateranen in Rome en werd uitgevoerd door kardinaal Matteo Rosso Orsini.

## Nasleep
Bonifatius VIII liet de apostolische constitutie Ubi periculum opnemen in het kerkelijk wetboek, waardoor vanaf dat moment alle daaropvolgende pausverkiezingen in totale afsluiting van de buitenwereld werden gehouden.
Bonifatius’ conflict met de Franse koning Filips IV – die hij excommuniceerde – zou een belangrijke oorzaak worden voor de Babylonische ballingschap der pausen (1309-1377).